# Marta Stalmierska
Marta Stalmierska (ur. 18 kwietnia 1997 w Szczecinie) – polska aktorka filmowa i teatralna.
W teatrze debiutowała w 2001 roku, podkładając głos w Teatrze Lalek „Pleciuga”. Występowała także w Teatrze Studyjnym w Łodzi. W 2022 roku ukończyła studia na Wydziale Aktorskim Państwowej Wyższej Szkoły Filmowej, Telewizyjnej i Teatralnej im. Leona Schillera w Łodzi.

## Filmografia
Źródło:
- Słowik (2018) – kucharka
- Skazana (od 2022) – „Shiba”
- Kryptonim Polska (2022) – aktywistka
- Johnny (2022) – Żaneta
- Hela (2022) – Hela Woźniak
- Braty (2022) – Klaudia
- Apokawixa (2022) – Jagna
- Zielona granica (2023) – Ula
- Wyrwa (2023) – Anka
- Wybierz ten cholerny dywan (2023) – Berta
- Horror Story (2023) – Marta
- Simona Kossak (2024) – Zoja
- Krucjata 2. Znak Bliźniąt (2024) – komisarz Paulina Karmańska

## Nagrody i nominacje
W 2021 roku otrzymała wyróżnienie podczas Przeglądu Dyplomów i Egzaminów Muzycznych Wyższych Szkół Artystycznych w Polsce „Przygrywka” w Toruniu.
Podczas Festiwalu Polskich Filmów Fabularnych w Gdyni w 2022 roku dwukrotnie otrzymała nagrodę za debiut aktorski: za role w filmach Johnny i Apokawixa. Podczas Festiwalu Filmowego Świat Maklaka w Konstancinie-Jeziornie w 2023 roku otrzymała wyróżnienie za rolę w filmie Hela.